# Іда Мочівнік
Пані Іда Мочівнік (словен. Ida Močivnik) (13 липня 1942 — 17 листопада 2009) — словенська дипломатка.  Надзвичайний і Повноважний Посол Республіки Словенія в Будапешті за сумісництвом в Україні, Молдові та Болгарії (1998-2002).

## Життєпис
Народилася 13 липня 1942 року в селі Опатє Село. У 1965 році закінчила Люблянський університет, факультет соціальних наук.
Розпочала свою кар'єру в дипломатичних установах Республіки Словенії та Союзної Республіки Югославії. З середини вісімдесятих років, працювала радником із зовнішньої політики Адміністрації Президента Словенії.  
У 1998 році була призначена Надзвичайним і Повноважним Послом Республіки Словенія в Будапешті, а згодом за сумісництвом в Україні, Молдові та Болгарії.
17 листопада 2009 року померла. 20 листопада 2009 року похована на кладовищі в рідному селі Опатє Село.

## Нагороди та відзнаки
- Орден Свободи (Словенія) (2000)
- Орден За заслуги (Угорщина) (2002)